# Кальдерара-ді-Рено
Кальдерара-ді-Рено (італ. Calderara di Reno) — муніципалітет в Італії, у регіоні Емілія-Романья,  метрополійне місто Болонья.
Кальдерара-ді-Рено розташована на відстані близько 320 км на північ від Рима, 10 км на північний захід від Болоньї.
Населення — 13 271 особа (2014).
Щорічний фестиваль відбувається 4 жовтня. Покровитель — San Petronio.

## Демографія
Населення за роками:

Станом на 1 січня 2023 року в муніципалітеті офіційно проживало 1359 іноземців з 66 країн, серед них 438 громадян країн Євросоюзу та 74 громадяни України.

## Сусідні муніципалітети
- Анцола-делл'Емілія
- Болонья
- Кастель-Маджоре
- Сала-Болоньєзе